# Manuel de la Cuesta Martínez
Manuel de la Cuesta Martínez, més conegut com a Manolín Cuesta, (Còrdova, 26 de març de 1946) és un exfutbolista andalús de la dècada de 1970.

## Trajectòria
Jugava a la posició d'extrem dret. Començà la seva trajectòria al Real Jaén durant una temporada i al Córdoba CF durant cinc més, club amb el qual jugà 177 partits entre Primera i Segona Divisió. Arribà al RCD Espanyol l'any 1974 i ràpidament es convertí en un jugador destacat de la davantera blanc-i-blava. Es compenetrà fantàsticament amb Daniel Solsona i feia gols amb facilitat. En els darrers anys al club no comptà gaire pel tècnic Rafael Iriondo, deixant el club el 1980. En total jugà sis temporades a l'Espanyol, disputant un total de 131 partits de lliga en els quals marcà 28 gols. També jugà sis partits de la Copa de la UEFA de la temporada 1976-77, marcant un gol. Acabà la seva vida futbolística novament al Córdoba CF i a altres clubs andalusos més modestos. Fou vuit cops internacional amb la selecció espanyola amateur i un partit amb la selecció catalana l'any 1976.